# تاريخ جزر العذراء البريطانية

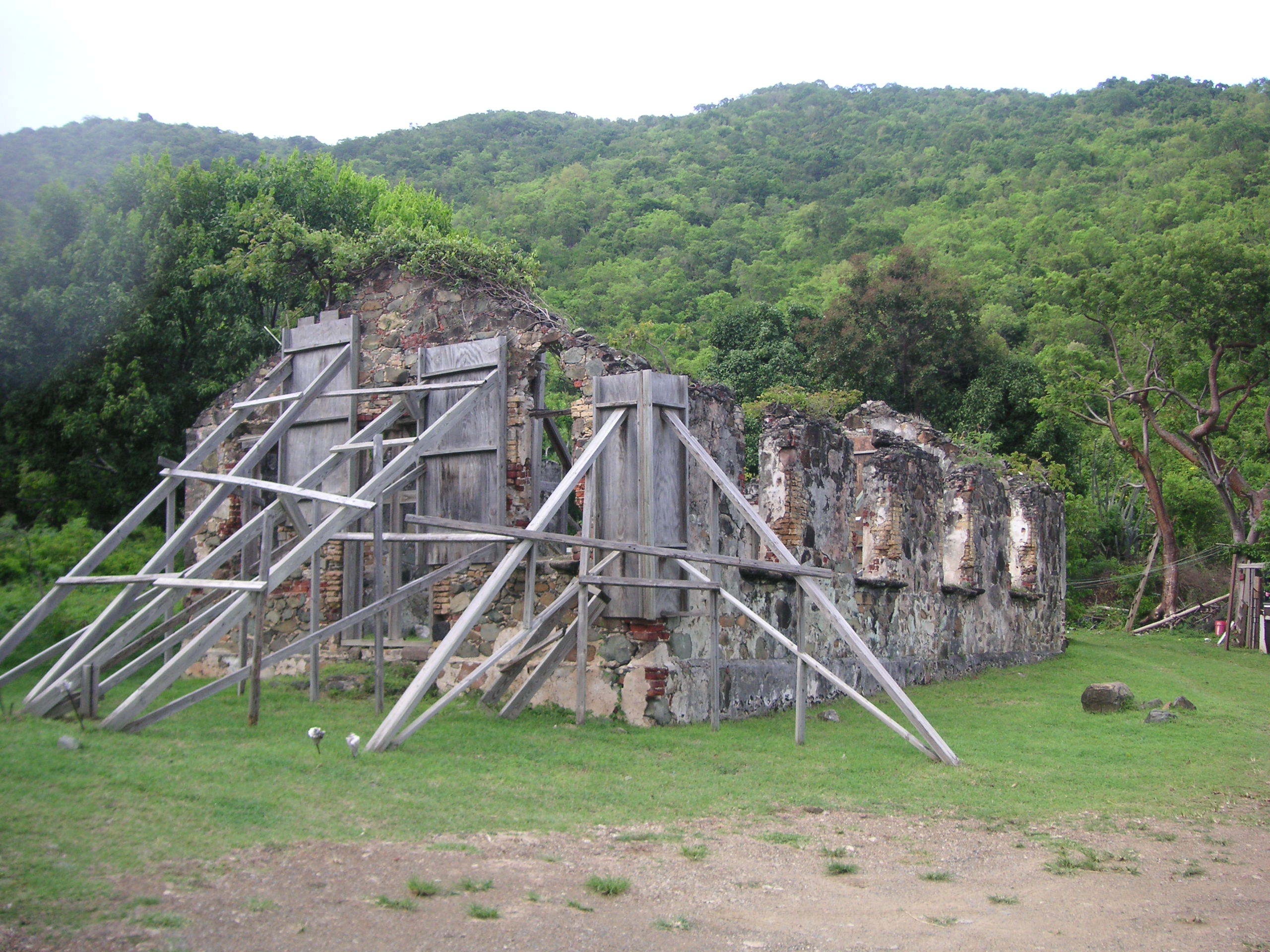
جزر العذراء البريطانية

عادةً ما يتم تقسيم تاريخ جزر العذراء البريطانية إلى خمس فترات منفصلة، وهي:
- مستوطنة الهنود الحمر في عصر ما قبل كولومبوس وحتى تاريخ غير مؤكد
- المستوطنة الأوروبية الناشئة من حوالي عام 1612 حتى عام 1672
- مستوطنة بريطانية من عام 1672 حتى عام 1834
- الاستقلال من عام 1834 حتى عام 1950
- الولاية الجديدة من عام 1950 حتى الوقت الحالي

تُستخدم هذه التقسيمات الزمنية على هذا النحو لسهولة الشرح فقط. إذ يبدو أن ثمَّة فترة زمنية غير مؤكدة ابتداءً من رحيل آخر سكان هنود الأراواك، أو ما سُمي في وقت لاحق جزر العذراء البريطانية، حتى الاستيطان الأول للأوروبيين في أوائل القرن 17، مع عدم وجود أي سجلات واضحة لذلك. تتميز كل فترة من هذه الفترات المذكورة أعلاه بتغيير هائل عن ما قبلها، ما يوفر طريقة جديدة لتحديد التاريخ بالكامل.

## مستوطنة الهنود الحمر في عصر ما قبل كولومبوس
كانت أول مستوطنة مسجلة للإقليم من قِبَل هنود الأراواك الذين قَدِموا من مناطق أمريكا الجنوبية في حوالي 100 قبل الميلاد. يؤرخ فيرنون بيكرينغ الأحداث هذه في وقت لاحق، في حوالي 200 قبل الميلاد، ويشير إلى أن هنود سيبوني ممكن أن يكونوا قد سبقوا الهنود إلى تلك المنطقة. ومن المعتقد أنهم استقروا في جزيرة سانت توماس القريبة منذ حوالي 300 قبل الميلاد. تُشير بعض الأدلة على وجود قبائل من الشعوب الأصلية في الأمريكتين على هذه الجزر، ربما أثناء معسكرات الصيد الموسمية منذ 1500 قبل الميلاد. وثمًّة دعم ضئيل لفكرة التسوية الدائمة في أي من جزر العذراء البريطانية الحالية في ذلك الوقت.
سكن الأراواك الجزر حتى القرن الخامس عشر، عندما تم ترحيلهم من قِبَل شعب الكاريب المعروفين بعدوانيتهم، وهم قبيلة جاءت من جزر الأنتيل الصغرى. وقد سمي البحر الكاريبي على اسم هذه القبيلة.
لم يذكر أي من الزائرين أو المستوطنين الأوروبيين اللاحقين لجزر العذراء أنهم قابلوا الهنود الحمر فيما سمي بعد ذلك جزر العذراء البريطانية. واجه كريستوفر كولومبوس ردًا عدائيًا مع سكان الكاريبي الأصليين أثناء وصوله إلى سانت كروا.
توجد معلومات قليلة نسبيًا عن السكان الأوائل في هذا الإقليم على وجه التحديد (مقارنة بالأراواك عمومًا). عُثر على أكبر حفريات الفخار التي صنعها الأراواك حول بلمونت وكوف في الشمال الغربي من تورتولا. عُثر أيضًا على العديد من المواقع الأثرية الأخرى، بما في ذلك سوبر هول وأبل باي وكوكسهيث وبوكوود بوند وبليزنت فالي وجبل سيج وراسل هيل (المعروفة حاليًا باسم رود تاون) وباسيا وبورسيل وخليج باراكويتا وخليج جوزيه وماونت هيلثي وكين غاردن باي. تتسبب الحفريات الأثرية الحديثة في قيام المؤرخين المحليين بمراجعة ما اعتقدوا أنهم يعرفونه عن هؤلاء المستوطنين الأوائل. تُشير الاكتشافات التي أوردتها الصحف المحلية في عام 2006 إلى أن مستوطني الأراواك الأوائل لهم أهمية أكثر مما كان يُعتقد سابقًا.

## 1492: الاكتشاف الأوروبي المُبكر
كان كريستوفر كولومبوس أول من وصل إلى جزر العذراء في عام 1493 أثناء رحلته الثانية إلى الأمريكتين. أسماهم كولومبوس باسم سانتا أورسولا إي لاس ونس ميل فيرجينز (سانت أورسولا وجزرها ال 11.000 العذراوات) الذي اختصره فيما بعد إلى لاس فيرجينز (العذراوات) استنادًا إلى أسطورة سانت أورسولا. يُذكر أيضًا أنه أطلق شخصيًا اسم فيرجن غوردا (العذراء السمينة) على إحدى الجزر والتي كان يعتقد أنها أكبر جزيرة في المجموعة.
ادّعى الإسبان أنهم المكتشفين الأصليين للجزر، لكنهم لم يستقروا في الإقليم قط. في عام 1508، استقر خوان بونس دي ليون الثاني في بورتوريكو، وتشير التقارير في السجلات الإسبانية إلى أن المستوطنين آنذاك كانوا يستخدمون الجزر لصيد الأسماك وليس لأي هدف آخر. ربما كانت هذه السجلات تُشير إلى جزر العذراء الأمريكية الحالية.
في عام 1517، زار سباستيان كابوت وتوماس سبيرت الجزر لدى عودتهما من المياه البرازيلية. زار السير جون هوكينز الجزر ثلاث مرات، أولها في عام 1542 ثم مرة أخرى عام 1563 مع شحنة من العبيد متجهة إلى هيسبانيولا. أما في زيارته الثالثة، فقد كان برفقة قبطان شاب يدعى فرنسيس دريك مثلما جاء في سفر يهوديت.
عاد دريك عام 1585، ويُذكر أنه أرسى سفينته في نورث ساوند ساوند على فيرجن غوردا قبل هجومه المنظّم من الناحية التكتيكية على سانتو دومينغو. عاد دريك للمرة الأخيرة عام 1595 وكانت هذه رحلته الأخيرة التي توفي خلالها. وقد سُميت القناة الرئيسية في جزر العذراء البريطانية على شرفه.
في عام 1598، أفادت التقارير بأن جورج كليفورد، إيرل كمبرلاند الثالث، قد استخدم الجزر كمحطة لهجومه في وقت لاحق على موقع لا فورتاليزا في بورتوريكو خلال الصراعات بين إنجلترا وإسبانيا.
منح الملك الإنجليزي (والإسكتلندي) جيمس السادس والأول امتيازًا خاصًا لجيمس هاي، الإيرل الأول من كارلايل، لحكم تورتولا فضلًا عن «أنغويلا وسميريرا (جزيرة سومبريرو) وأنيغادا». تلق كارلايل شهادات امتياز أيضًا عن باربادوس وسانت كيتس و «جميع جزر الكاريبي» في عام 1627 (ملكية كارلايل). توفي بعد ذلك بفترة وجيزة، لكن ابنه، الإيرل الثاني من كارلايل، أجّر شهادات الامتياز للورد ويلوبي لمدة 21 سنوات في عام 1647. ولم يحاول أي منهما تسوية الوضع في الجزر الشمالية أبدًا.